# Kaz Hirai
Kazuo "Kaz" Hirai (平井 一夫 Hirai Kazuo, født 22. december 1960) er den nuværende formand og administrerende direktør for Sony Computer Entertainment, Inc. Han blev i Entertainment Weekly kaldt en af verdens mest magtfulde ledere.

## Fodnoter
1. ↑  ""Sony USA - Sony Computer Entertainment America Inc. Outline of Principal Operations"". sony.com. Hentet 2008-07-22.
2. ↑  Sony Computer Entertainment America, Inc. "Kaz Hirai, President and Chief Executive Officer". Hentet 2006-11-30.